# Sanhua
Sanhua Holding Group Co., Ltd. (三花控股集团有限公司) est un fabricant mondial de composants pour l'industrie du chauffage, ventilation climatisation et réfrigération (HVAC).

## Introduction
Sanhua est l'un des exportateurs et fabricants de Chine de pièces de contrôle et composants pour la climatisation, ainsi que l'un des fabricants les plus importants de valves de rétention. Parmi ses clients se trouvent Haier et autres fabricants.

## Histoire de l'entreprise
- Sanhua a été fondée en 1984, à Zhejiang, comme fabricant de composants pour réfrigération. Pendant les dix années suivantes, l'entreprise a ajouté à son catalogue diverses valves pour climatisation comme les valves solénoïdes.

- En 2004, l'entreprise ajoute un département de recherche et développement, qui opère à l'université de Zhejiang.

- À partir de l'année 2009, Sanhua acquiert le « Ranco Valve division (Invensys) », Aweco (électrodomestiques), et le "R- Squared Puckett Inc." dans le domaine des échangeurs de chaleur à micro-canaux.

- Durant l'année 2007, l'entreprise entre en bourse, dans le Shenzhen Stock Exchange (sous le code 002050:Shenzhen)